# Pat Robertson
Marion Gordon "Pat" Robertson (n. 22 martie 1930, Lexington⁠(d), Virginia, SUA – d. 8 iunie 2023, Virginia Beach, Virginia, SUA) a fost un magnat media american și evanghelist baptist, cunoscut pentru concepțiile sale de tip conservativ-creștine și prin a căror expunere a creat o serie de controverse.
Printre ideile pe care le-a promovat, se pot enumera:
- susținerea capacității divinității de a vindeca boli;
- critica unor religii ca: islamul, hinduismul, pe care le-a considerat satanice;
- denunțarea feminismului;
- respingerea homosexualității, avortului;
- susținerea ideii că unele calamități naturale ca uraganul Katrina sau cutremurul din Haiti din 2010 ar reprezenta pedeapsa divinității la adresa populației locale;
- susținerea faptului că evreii, francmasonii și cei din grupul Illuminati s-ar afla într-o conspirație pentru a prelua puterea globală.

Drept recompensă pentru lobby-ul adus lui Charles Taylor, pe atunci președinte al Liberiei, dar acuzat de crimă împotriva umanității, primește de la acesta concesiunea unei mine de aur.
Pe 8 iunie 2023, Robertson a murit în casa sa din Virginia Beach, Virginia, la vârsta de 93 de ani.